# Fattoria dei corpi
Il termine fattoria dei corpi, in lingua inglese body farm, indica un terreno su cui sono depositati all'aperto vari cadaveri destinati all'osservazione scientifica.

## Utilizzo
Inaccessibile al pubblico non addetto agli studi, la fattoria dei corpi offre l'occasione di studiare il processo di decomposizione dei corpi nelle più diverse condizioni. I risultati delle ricerche effettuate nelle fattorie dei corpi vengono utilizzati dalla polizia scientifica e dalla medicina legale, per esempio cercando di migliorare i metodi che stabiliscono l'ora di un decesso. I corpi oggetto degli studi vengono messi a disposizione da persone che hanno donato il proprio corpo alla scienza o da loro parenti.

## Esempi di aree note
Nel 2011, si trovavano sul pianeta cinque body farm, tutte negli Stati Uniti. L'FBI si occupa di organizzare dei corsi per formarne il personale. La prima fattoria dei corpi fu creata nel 1981 dal dottor William M. Bass, è il complesso di antropologia legale dell'Università del Tennessee (University of Tennessee Forensic Anthropology Facility): è situata presso Alcoa Hwy a Knoxville ed occupa un'area di circa un ettaro.

Per il resto, se ne trovano, anche di più grandi, presso i seguenti istituti:
- Western Carolina University[4]
- Texas State University[5]
- Sam Houston State University
- California University of Pennsylvania.